# ثنيان (اسم)
ثنيان هو اسم علم مذكر من أصل عربي، ومعناه هو المنعطف المتمايل في مشيه والثنى الولد الثاني.

## شخصيات تحمل الاسم
- ثنيان بن سعود آل سعود (ولي العهد السعودي الأسبق، – 1747)
- ثنيان خالد (صانع محتوى ومدون مرئي سعودي.، 23 يوليو 1992 – )
- ثنيان خالد(فرد من اسرة حاكمة 1-9-2010

## وصلات خارجية
- موسوعة السلطان قابوس لأسماء العرب نسخة محفوظة 5 أبريل 2019 على موقع واي باك مشين.